# Steyr-Land
Het politieke district Bezirk Steyr-Land ligt in het zuidoosten van de Oostenrijkse deelstaat Opper-Oostenrijk, in het centrum van Oostenrijk. Het district grenst aan de deelstaat Neder-Oostenrijk. Steyr-Land heeft ongeveer 58.000 inwoners en is relatief dunbevolkt. Het bestaat uit 21 gemeenten.

## Gemeenten
1. Adlwang (1579)
2. Aschach an der Steyr (2131)
3. Bad Hall (4747)
4. Dietach (2436)
5. Gaflenz (1799)
6. Garsten (6506)
7. Großraming (2763)
8. Laussa (1367)
9. Losenstein (1735)
10. Maria Neustift (1656)
11. Pfarrkirchen bei Bad Hall (2039)
12. Reichraming (1884)
13. Rohr im Kremstal (1131)
14. Schiedlberg (1279)
15. Sierning (8531)
16. Sankt Ulrich bei Steyr (2976)
17. Ternberg (3346)
18. Waldneukirchen (2254)
19. Weyer (2359)
20. Wolfern (2849)